# Лејкшор (Луизијана)
Лејкшор (енгл. Lakeshore) насељено је место без административног статуса у америчкој савезној држави Луизијана.

## Демографија
По попису из 2010. године број становника је 1.930.
| Група             | 2000.    | 2010.         |
| Белци             | 0 (0,0%) | 1.364 (70,7%) |
| Афроамериканци    | 0 (0,0%) | 495 (25,6%)   |
| Азијати           | 0 (0,0%) | 16 (0,8%)     |
| Хиспаноамериканци | 0 (0,0%) | 31 (1,6%)     |
| Укупно            | 0        | 1.930         |